# Hryzec vodní
Hryzec vodní (Arvicola amphibius) je hlodavec z čeledi křečkovití. V Česku je to běžný druh, z našich hrabošů druhý největší (po ondatře). Žije v blízkosti vody, na březích řek, rybníků a vodních toků, může se však vyskytovat i v místech, která jsou od vody značně vzdálená.

## Synonyma

### Vědecká
- Arvicola terrestris

### Česká
- hraboš vodní
- hraboš zemní
- krysa vodní
- myš vodní[3]

## Popis
Vzhledem připomíná potkana. Má zpravidla tmavohnědou barvu srsti, spodní část těla bývá světlejší.

### Rozměry dospělých jedinců:[2][4]
- délka těla: 140–220 mm
- délka ocasu: 65–140 mm
- hmotnost: 70–300 g

### Rozmnožování
- Pohlavní dospělost: v 8. týdnu
- Doba rozmnožování: únor/březen až říjen
- Délka březosti: 20-22 dní
- Počet mláďat: zpravidla 4-6

### Způsob života
- Chování: žije většinou v malých rodinných skupinách
- Potrava: především tráva, rostliny a jejich kořínky
- Zvukové projevy: ostré pištění
- Délka života: v zajetí asi 3,5 roku

### Zeměpisné rozšíření
V Evropě je rozšířen po celém území s výjimkou jižních částí Francie, Portugalska, Španělska a Řecka, v Asii až po řeku Lenu. V Severní Americe se vyskytuje blízce příbuzný druh.

## Způsob života
Vyhrabává si chodby a nory v březích vodních toků nebo rybníků. Budují si kulovité hnízdo z trávy či jiného rostlinného materiálu. Mohou si také vybudovat hnízdo na naplaveném dřevu nebo na plovoucích rostlinách. Někdy si také stavějí malou plošinku z trávy a větviček v křovinách. Velmi dobře plave, živí se podzemními částmi rostlin a může škodit na zahradách v okolí vod. Rychle se rozmnožuje, takže na některých místech bývá při přemnožení považován za škůdce. Odchyt je obtížný úkol, protože se pastím většinou vyhýbá.
Mezi jeho nepřátele patří různé sovy a především norci. Po výrazném úbytku norka evropského je jeho hlavním predátorem norek americký, jenž může přispět i k dramatickému poklesu stavů tohoto hlodavce.

## Potrava
Hryzec vodní je aktivní ve dne i v noci. Jeho potravou jsou především trávy a ve vodě rostoucí rostliny. Jídelníček obsahuje mimo jiné i větvičky, pupeny, kořínky (velmi rád požírá jabloně) a spadané plody. Zelené části nejrůznějších pobřežních rostlin tvoří osmdesát procent jeho potravy, zbylých dvacet sestává z různých oddenků a kořenů. Na zimu shromažďuje zásoby potravy, případně se živí kořeny stromků v podzemí. V zimě se podíl podzemních částí rostlin v potravě zvyšuje. Na evropské pevnině dochází vždy po úrodných letech k přemnožení hryzců. Tehdy hryzci dokážou způsobit obrovské škody na zemědělských plochách. Poté následuje pokles stavu populace a k dalšímu vzrůstu dojde až při nadbytku potravy. Tento rytmus se opakuje každé tři až čtyři roky.

## Rozmnožování
Doba rozmnožování začíná podle povětrnostních podmínek v březnu nebo v dubnu a trvá po celé léto až do začátku zimy. Samičky mají tři až pět vrhů v jednom roce. V některých případech se mohou mláďata z prvního vrhu již na konci léta sama rozmnožovat, obvykle mívají v takovém případě dvě mláďata.
Délka březosti je dvacet až dvacet dva dnů, starší dospělá samice vrhá až jedenáct mláďat. Za tři dny jim narůstá srst, v devíti dnech otevírají oči. Po čtrnácti dnech je mládě zcela osrstěno. Jakmile opustí hnízdo, mláďata i jejich rodiče se rozcházejí.